# 「公僕仝人，與民同行」集會

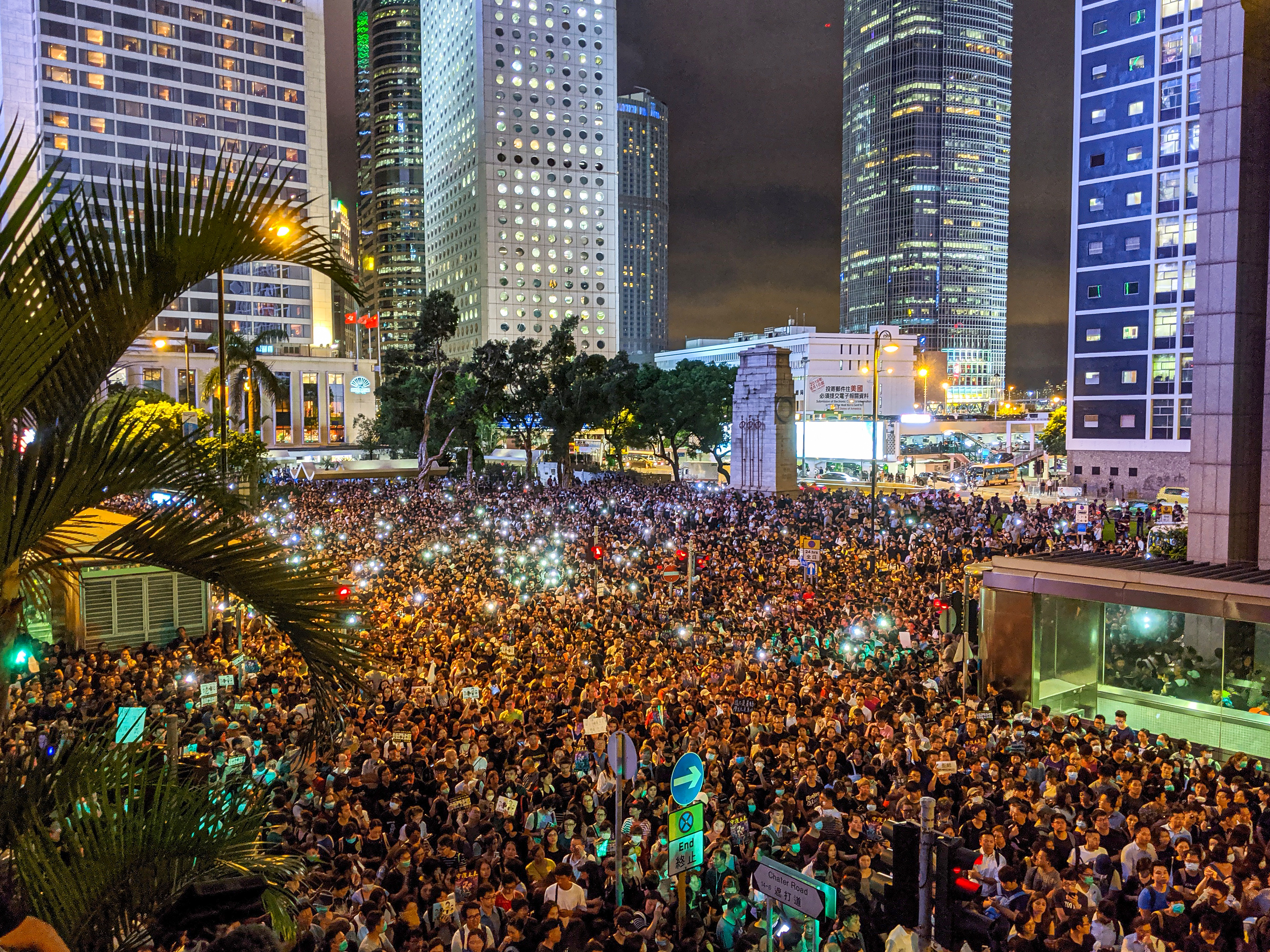
公務員發起於8月2日晚上7時於中環遮打花園發「8·2 公僕仝人，與民同行」集會。主辦單位宣稱有4萬人參加，警方說高峰期有1.3萬人。

「公僕仝人，與民同行」集會，是2019年8月2日由香港公務員發起的一次反對逃犯條例修訂集會，在中環遮打花園舉辦。這次集會主要對象是公務員，但亦都歡迎非公務員參加。集會也請到一些前高級官員出席，包括前政務司長陳方安生和前公務員事務局長王永平。主辦單位宣稱集會有4萬人參加，警方則指集會高峰期有1.3萬人。

## 背景
2019年7月28日，數名公務員表示將於8月2日舉辦公務員反對逃犯條例修訂的公眾集會。他們表明︰「我們同意公務員在履行職責時需要恪守政治中立的原則，但並不代表我們不能夠就政治議題發聲，因為在脫下職員證及制服後，我們都是香港人。」他們亦希望向市民表達公務員團隊是願意繼續緊守崗位，秉持專業精神及操守服務市民，並願意把市民的聲音傳達至政府的管治團隊。